# Упередження статусу-кво
Упередження статусу-кво (англ. Status quo bias) — це когнітивне упередження, а саме надання переваги поточному стану справ. Поточний стан справ (статус-кво) використовується як відправна точка, і будь-яке відхилення від нього сприймається як втрата або програш.
Упередження статусу-кво слід відрізняти від раціонального надання переваги положенню статус-кво, коли поточний стан об'єктивно є найкращим з усіх можливих альтернатив, або коли достовірна оцінка ситуації неможлива через нестачу чи неточну інформацію. Однак існує багато свідчень, що упередження статусу-кво часто впливає на прийняття людьми рішень.
Упередження статусу-кво взаємодіє з іншими когнітивними процесами, такими як уникнення втрат, упередження існування, ефект володіння, тривалість, ефект знайомства та уникнення шкодування. Експериментальний доказ існування упередження статусу-кво здійснюється за допомогою тесту на зворотність. Існує дуже велика кількість експериментальних прикладів існування ефекту та прикладів з життя, серед них поведінка людей щодо недержавного пенсійного забезпечення, власного здоров'я та етичний вибір.

## Приклади
Деніел Канеман, Річард Талер та Джек Кнеч створили експерименти, що надійно ведуть до прояву ефекту. Самуельсон та Цекхаузер (1988) продемонстрували наявність упередження статусу-кво demonstrated за допомогою опитувальника, у якому учасникам експерименту наводився ряд проблем на прийняття рішення, які були або з рамкою попереднього статсусу-кво або з рамкою без нього. Учасники продемонстрували тенденцію залишатися у статусі-кво, коли така опція була.
Гіпотетичні завдання з вибору:
Учасникам експерименту дається гіпотетичне завдання з вибору у наступній «нейтральній» версії, в якій не визначений статус-кво:
«Ви уважно ознайомлюєтеся з фінансовими сторінками газет, але до останнього часу у Вас було мало коштів для інвестування. Але зараз Ви успадкували значну суму коштів від двоюрідного дядька і розглядаєте різні портфелі вкладень. Ви можете обрати інвестицію у: компанію з середнім ризиком, високоризикову компанію, державні або муніципальні облігації.»
Іншим учасникам експерименту давали те саме завдання, але один з варіантів був зазначений як статус-кво, зокрема текст вище було доповнено наступним:
«Значна частина цього портфелю вкладена у компанію з середнім ризиком… (Податкові наслідки та сплата брокеру при будь-яких змінах несуттєві.)»
У результаті такого доповнення, цей варіант відповіді став значно популярнішим, коли його зазначили як статус-кво.
Споживачі електричної енергії:
Каліфорнійських споживачів електричної енергії опитали щодо їх уподобань в частині співвідношення надійності та вартості. Респондентів поділили на дві групи, одна з яких була зі значно більш надійним сервісом, ніж інша. Кожну групу попросили назначити вподобання серед шести комбінацій надійність-вартість, одна з який була визначена як статус-кво. В результаті спостерігалось сильне упередження — серед респондентів високонадійної групи 60,2% обрали статус-кво і лише 5,7% обрали менш надійний варіант з нижчою ціною, який мала інша група. Аналогічно, у групі низьконадійної групи 58,3% обрали свій статус-кво і лише 5,8% обрали високонадійний варіант.
Користувачі автострахування та інші приклади:
Штати США Нью-Джерсі та Пенсільванія на початку 1990-х років неочікувано провели польовий експеримент з доказу існування упередження статусу-кво. В рамках програми реформ законодавства про делікт, населенню було запропоновано два варіанти автомобільного страхування: дорогий варіант, що давав їм повні права подавати позов та менш дорогий варіант з обмеженими правами судитися. У Нью-Джерсі базовим був більш дешевий варіант і більшість населення обрала його. А от у Пенсильванії більш дешевий варіант обрала меншість, оскільки там базовим був більш дорогий варіант.
Дуже схожі результати були продемонстровані в різних країнах і з варіантами пенсійного страхування, вибором політики інтернет-безпеки або рішенням стати донором органів (у країнах Європи, де при заповненні медичної страховки за умовчанням стоїть згода на донорство органів у разі смертельного нещасного випадку, і треба свідомо обрати опцію «не хочу бути донором», згоду на донорство надали більше 90% дорослого населення; у країнах, де свідомо слід обрати «хочу бути донором», ситуація прямо протилежна).

## Пояснення
Упередження статусу-кво пояснювалось комбінацією уникнення втрат та ефекту володіння, двох ідей, важливих у теорії перспектив. Людина надає більше ваги потенційним втратам від переходу зі статусу-кво ніж потенційними здобуткам; причиною є те, що функція цінності у теорії перспектив має крутіший нахил у ділянці втрат. В результаті людина надає перевагу тому, щоб нічого не міняти. Однак, упередження статусу-кво існує навіть якщо відсутні рамки виграшу/програшу: наприклад, коли людей просили обрати колір їх нової машини, вони мали тенденцію обирати той колір, який був зазначений як статус-кво (базовий). Тому уникнення втрат не може повністю пояснити існування упередження статусу-кво, а інші потенційні пояснення включають уникнення шкодування, транзакційні витрати та психологічну відданість (прихильність).

### Раціональні шляхи для утримання статусу-кво
Статус-кво також може бути раціональним вибором, якщо є когнітивні або інформаційні обмеження.
Інформаційні обмеження
Наслідки рішень рідко є гарантованими, як і корисність, яка з них може бути отримана. Оскільки певні помилки коштують більше, ніж інші, обрання того, що спрацювало у минулому, є (або здається) безпечним варіантом, якщо минули рішення були ‘‘досить добрими’'.
Когнітивні обмеження
Вибір часто важкий, і ті, хто приймає рішення, можуть надати перевагу варіанту нічого не робити та ⁄ або підтримувати їх поточні дії, оскільки це найлегше. Варіанти, що зберігають статус-кво, часто вимагають менше ментальних зусиль для підтримання (Eidelman & Crandall, 2009).

### Ірраціональні шляхи для утримання статусу-кво
Ірраціональне утримання упередження статусу-кво пов'язує та змішує багато когнітивних упереджень.
Упередження існування
Частиною упередження статусу-кво є припущення про тривале існування та добрі якості. Люди ставляться до існування як серйозних доказів для добрих якостей, а естетика та довголіття збільшує цей параметр. Упередження статусу-кво впливає на уподобання людей; люди зазначають уподобання, які вони ймовірно отримають, а не ті, отримання яких малоймовірно. Вони просто припускають, практично без обмірковування чи обґрунтування, добрі якості наявних станів.
Довголіття є наслідком упередження існування: якщо існування добре, довше існування має бути кращим. Такі думки нагадують квазі-еволюційне ‘‘виживають найбільш пристосовані’’ та є доповнюючим принципом у теорії атрибуції.
Інерція є іншою причиною, якою може бути пояснено схильність до упередження статусу-кво. Ще одним поясненням є страх або шкода при прийнятті неправильного рішення, наприклад при обранні подружжя, коли ми думаємо, чи десь там не має когось кращого для нас.

### Ефект знайомства
Ефект знайомства також використовується для пояснення упередження статусу-кво. Людина частіше стикається з поточним станом речей, ніж з іншими, і тому він буде сприйматися як більш правильний та при оцінці отримувати перевагу. Відповідно вподобання якоїсь ситуації зростає по мірі її повтору.
Уникнення втрат
Схильність людини до уникнення втрат також веде до більшого шкодування при дії, ніж при бездіяльності; також людина більше шкодує, якщо якесь рішення змінює статус-кво, ніж коли воно його утримує. Разом ці дві сили надають перевагу статусу-кво; людина має мотивацію нічого не робити або підтримувати поточні або минулі рішення, вона намагається уникати зміни і при прийнятті рішення діє так, як у минулому.
Зміна від статусу-кво як правило включає і виграш і програш, і має в цілому добрі наслідки, коли виграш переважає програш. Тенденція надмірно приділяти увагу уникненню втрат надає перевагу підтриманню статусу-кво, що веде до виникнення упередження статусу-кво. Навіть якщо обрання статусу-кво означає відкидання позитивних наслідків зміни, коли такі зміни позначаються як неотримані «прибутки», вони психологічно важать менше ніж «втрати», що будуть понесені при зміні статусу-кво.
Упередження оминання
Упередження оминання може стосуватися частини результатів дослідження, які раніше пояснювали упередженням статусу-кво. Упередження оминання — це когнітивне упередження, коли при прийнятті рішення людина надає перевагу бездіяльності, оскільки оцінює шкідливі дії як гірші або менш моральні, ніж такі самі за шкодою оминання (відсутність дії), з огляду на те, що дії є більш очевидними ніж бездіяльність.

### Виявлення
Виявлення упередження здійснюється за допомогою тесту на зворотність: коли вважається, що пропозиція змінити певний параметр має лише негативні наслідки, спробуйте змінити той самий параметр у протилежну сторону. Якщо вбачатиметься, що це також буде в цілому мати негативні наслідки, то відповідальність лежить на тих, хто робить такий висновок, щоб пояснити, чому наша позиція не може бути поліпшена за рахунок зміни цього параметра. Якщо вони не в змозі зробити так, то у нас є підстави підозрювати, що вони мають упередження статусу-кво. Обґрунтування дії тесту на зворотність наступне: якщо безперервний параметр допускає широкий діапазон можливих значень, тільки крихітна підмножина яких може бути локальним оптимумом, то дуже малоймовірно, що саме фактичне значення цього параметра одразу потрапило в один з цих рідкісних локальних оптимумів.

### Нейроактивність
За результатами досліджень було виявлено, що помилкове відкидання статусу-кво має більшу нейрореакцію ніж помилкове прийняття статусу-кво. Ця асиметрія у генеруванні шкодування може підсилювати упередження статусу-кво при наступних рішеннях.
Дослідження було проведено з використанням завдання на візуальне виявлення, в якому учасники експерименту надавали перевагу базовому варіанту при прийнятті складних, а не легких рішень. Це упередження було субоптимальним, оскільки більше помилок робилося при прийнятті базового варіанту. При відкиданні статусу-кво при зростанні складності рішення було виявлено вибіркове зростання активності гіпоталамічного ядра. Аналіз ефективних зв'язків показав, що нижня лобова кора, регіон більш активний при важких рішеннях, мав підвищений модулюючий вплив на гіпоталамічне ядро при відкиданні статусу-кво.
Дослідження науковців Університетського коледжу Лондона щодо нейронних шляхів мозку, залучених до упередження статусу-кво, показало, що чим складніше рішення перед людиною, тим з більшою ймовірністю вона залишиться у поточній ситуації (статусі-кво). Дослідження вивчало учасників, які брати участь у грі «оцінювання лінії» у тенісі в той час, як їх мозок сканувався за допомогою функціонального МРТ (фМРТ). 16 учасників експерименту попросили дивитися на перетин двох межових ліній на полі, тиснучи на «базову» клавішу. Їм показували, як на поле падав м'яч та просили визначитися, чи був він в рамках поля чи в ауті. У кожному випробуванні, комп'ютер показував, який варіант є базовим — «на полі» чи «аут», а учасники повинні були тиснути на клавішу, щоб прийняти базовий варіант, та відпустити клавішу та натиснути на іншу, щоб відкинути базовий варіант.
Результати показали постійне упередження на користь базового варіанту, що вело до помилок. А при зростанні складності завдання, упередження зростало. Скани фМРТ показали, що ділянка мозку, відома як гіпоталамічне ядро, була більш активною при відкиданні статусу-кво. Також був зафіксований більший потік інформації до гіпоталамічного ядра з окремої ділянки мозку, чутливої до складності (префронтальної кори). Це вказує на те, що гіпоталамічне ядро є важливим для подолання упередження статусу-кво при прийнятті складних рішень.

### Поведінкова економіката базовий варіант
З урахуванням вищезгаданої поведінки, два поведінкових економісти розробили план щодо допомоги працівникам певної компанії збільшити їх пенсійні заощадження. План передбачав опцію «виключення», тобто працівників автоматично включали до пенсійного плану, якщо вони спеціально не повідомляли про своє бажання не брати в ньому участь. Економісти виявили наявність упередження статусу-кво та інших пов'язаних ефектів, а також помітили, що зміна базового варіанту з однієї альтернативи на іншу деколи має драматичний вплив на вибір людей[прояснити].

## Сфери впливу
Упередження статусу-кво спостерігається у важливих рішеннях реального життя, особливо яскраво — у даних про вибір медичного страхування або пенсійного плану.
- Політика: упередження статусу-кво може бути як бар'єром на шляху політичного розвитку суспільства (надання переваги статусу-кво є основою консервативної ідеології, тому за певних умов упередження статусу-кво грає їх на руку[10]), так і загрозою стабільності країни, напр. коли наводиться аргумент, що цінності стабільності, дотримання норм та патріотизму лежать в основі важливих причин для упередження статусу-кво, які (ці причини) аргументують не до суттєвих характеристик наявних інституцій, а до факту, що ці інституції є статусом-кво[21].
- Етика: Упередження статусу-кво може бути однією з причин сильної опозиції до так званого «покращення» людини в цілому та генетичного когнітивного покращення зокрема[16].
- Освіта може (деколи ненавмисно) сприяти формуванню у дітей переконання щодо існування суттєвих переваг якогось діючого закону чи політичної інституції, де вплив формується не за рахунок покращення їх здатності або критичного мислення щодо цього закону або інституції. Однак, цей ефект формування упередження не є автоматично незаконним чи контрпродуктивним, оскільки слід підтримувати баланс між соціальним пристосуванням та відкритістю[21]. Reading in schools within the elementary classroom, reading aloud sessions that exclude ethnically diverse materials create a bias in favor of the status quo that is harmful to children's education.[22]
- Здоров'я: проведене опитування з відкритими питаннями серед пацієнтів-астматиків, які щоденно приймають ліки для контролю за астмою, щодо визначення упередження статусу-кво показало суттєве упередження по відношенню до вже використовуваних ліків у порівнянні з новими альтернативами з кращою дією.[23].
- Пенсійні плани: дослідження впливу упередження статусу-кво на пенсійні плани було проведено шляхом аналізу даних американського фонду спільного інвестування. Дослідження показало, що люди дотримувалися раніше обраного плану, навіть коли він уже не був оптимальним вибором[24].

## Подальше читання
- Barry, W. J. (2012). Challenging the Status Quo Meaning of Educational Quality: Introducing Transformational Quality (TQ) Theory©. Educational Journal of Living Theories. 4: 1—29.
- Eidelman, S.; Crandall, C.S. (2014). The Intuitive Traditionalist: How Biases for Existence and Longevity Promote the Status Quo. Advances in Experimental Social Psychology. 50: 53—104.
- Johnson, E. J.; Hershey, J.; Meszaros, J.; Kunreuther, H. (1993). Framing, Probability Distortions, and Insurance Decisions. Journal of Risk and Uncertainty. 7: 35—51. doi:10.1007/bf01065313.

- Seiler, Michael J.; Vicky, Traub; Harrison (2008). Familiarity Bias and the Status Quo Alternative. Journal of Housing Research. 17: 139—154.
- Mandler, Michael (2004). Welfare economics with status quo bias: a policy paralysis problem and cure. Royal Holloway College, University of London.
- Wittman, Donald (2008). Is Status Quo Bias Consistent With Downward-Sloping Demand?. Economic Inquiry. 46 (2): 283—288. doi:10.1111/j.1465-7295.2007.00061.x.
- Kim, Hee-Woong; Kankanhalli, Atreyi (2009). Investigating User Resistance to Information Systems Implementation: A Status Quo Bias Perspective (PDF). MIS Quarterly. 33 (3): 567—582. ISSN 0276-7783. Архів оригіналу (PDF) за 9 листопада 2014. Процитовано 26 квітня 2015.